# Declinação na língua gótica
A língua gótica é uma língua natural flexionada, e portanto os seus substantivos, pronomes e adjetivos devem ser declinados para que sirvam à uma função gramatical. Um conjunto de formas declinadas de um padrão de palavras é chamado de declinação. Existem pelo menos 5 casos gramaticais na língua gótica, além de alguns trações de um sexto caso instrumental.

## Casos gramaticais
Uma declinação completa consiste de cinco casos gramaticais, no entanto existem palavras atestadas com declinação incompleta, estas então recebem uma declinação presumida, que se baseia em outras declinações de palavras parecidas, relacionadas ou do mesmo grupo de declinação.

### Descrição dos casos
- O caso nominativo é usado para expressar o sujeito de uma sentença. Também é usado com verbos de ligação.
  - "Joana existe" - Neste caso, "Joana" é o sujeito, e portanto, o nominativo.
- O caso vocativo é usado para abordar algo ou alguém em fala direta. Este caso é indicado em português por entonação ou pontuação.
  - "Anna está indo à escola" - "Anna" é nominativo, comparado a "Anna, estás indo à escola?" ou "Anna!" ("Anna!" é vocativo).
- O caso acusativo é usado para expressar o objeto direto de um verbo. Em português existe pouca distinção entre o caso acusativo e o nominativo, veja declinação na língua portuguesa.
  - "Me olhe" - "Me" é acusativo
- O caso genitivo é usado para expressar relação, principalmente de posse, entre o nome no caso genitivo e o outro nome. Em português, o caso genitivo aparece nos pronomes ("o teu", "o seu", "o vosso")
  - "O vosso carro" - Aqui, o caso genitivo é "O vosso".
- O caso dativo é usado para representar o recipiente de uma ação, o objeto indireto de um verbo (em contraposição ao caso acusativo). Em português o caso dativo geralmente aparece em forma de preposições.
  - "Dê isto a mim" - Neste caso, o dativo é "a mim".
- O caso instrumental é usado para denotar que objeto é utilizado para completar uma ação. O caso instrumental sobrevive somente em algumas preposições na língua gótica.
  - "Escrevemos uma carta com uma pena" - Neste caso, "com uma pena" é o instrumental, podendo ser também traduzido como "usando".

### Ordem dos casos
Os livros de gramática gótica geralmente seguem a ordem comum: NOM-ACU-GEN-DAT, geralmente usada pelas línguas germânicas. O VOC é geralmente usado na mesma linha que o ACU como uma combinação VOC-ACU, mas se não, deve ser posto entre o NOM e o ACU (como no livro de gramática de Wright, "Gramática da Língua Gótica").

### Radicais curtos vs. longos
Uma distinção importante nas muitas classes de declinação abaixo é a diferença entre radicais "curtos" e "longos". Geralmente, as classes de declinação são divididas em duas subclasses, uma para os substantivos com radicais curtos, e outra para substantivos com radicais longos.
Um radical curto contém: 
- Uma vogal curta seguida de no máximo uma consoante (consoantes no início do radical não contam),
- Ou uma vogal longa ou ditongo não seguido de consoante (qualquer outra sem ser uma no inicio do radical).

Um radical longo é qualquer outro tipo de radical:
- Uma vogal longa ou ditongo seguido de pelo menos uma consoante (sem contar consoantes no início do radical),
- Ou uma vogal curta seguida de pelo menos duas consoantes (tirando consoantes no começo do radical),
- Ou uma palavra em que a raíz (menos sufixos e prefixos) é mais longa que uma sílaba, ex. ragineis "conselheiro", com raíz em ragin- e -eis sendo do radical longo -ja

## Declinações fortes

### Declinação em -a
Esta declinação é uma contraparte à segunda declinação (us/um) da língua latina, e a declinação em omicrons (os/on) da língua grega. Ela também contém substantivos masculinos e neutros.
| Caso                 | dags, dagōs dia (m.) | dags, dagōs dia (m.) | dags, dagōs dia (m.) | dags, dagōs dia (m.) | waúrd, waúrda palavra (n.) | waúrd, waúrda palavra (n.) | waúrd, waúrda palavra (n.) | waúrd, waúrda palavra (n.) |
| Caso                 | Singular             | Singular             | Plural               | Plural               | Singular                   | Singular                   | Plural                     | Plural                     |
| -------------------- | -------------------- | -------------------- | -------------------- | -------------------- | -------------------------- | -------------------------- | -------------------------- | -------------------------- |
| Nominativo           | dags                 | –s                   | dagōs                | –ōs                  | waúrd                      | –                          | waúrda                     | –a                         |
| Acusativo (Vocativo) | dag                  | –                    | dagans               | –ans                 | waúrd                      | –                          | waúrda                     | –a                         |
| Genitivo             | dagis                | –is                  | dagē                 | –ē                   | waúrdis                    | –is                        | waúrdē                     | –ē                         |
| Dativo               | daga                 | –a                   | dagam                | –am                  | waúrda                     | –a                         | waúrdam                    | –am                        |

Uma variedade de substantivos têm duas raízes, uma acontecendo com finais que são nulos ou que começam com consoantes (o nominativo, acusativo e vocativo singular) e o outro acontece com finais começando em vogais (todas menos as formas listadas previamente).
Uma situação comum que leva a substantivos de dois radicais é a dessonorização automática das fricativas sonoras no (ou perto do) fim de uma palavra, por exemplo:
- Uma raiz que finalizada em f se torna b. Veja a tabela abaixo para melhor compreensão.
- Uma raiz finalizada em uma vogal curta + r não receberá s (-z) no caso nominativo.
- Uma raiz finalizada em -z não perde o seu z no caso nominativo. Isto tem a ver com os outros casos e a sua pronunciabilidade.
- A língua gótica perde o seu z pois ele se tornou -s em diversas palavras, no entanto permaneceu em algumas palavras pois era protegido por uma partícula. Por exemplo: wileiz-u? (Vais tu?).

Mais informação sobre as exceções da declinação em -a pode ser encontrada na página 82, §175 da Gramática da Língua Gótica escrita por Joseph Wright. (O link pode ser encontrado nas referências).
| Caso                 | hláifs, hláibōs pão (m.) | hláifs, hláibōs pão (m.) | hláifs, hláibōs pão (m.) | hláifs, hláibōs pão (m.) | háubiþ, háubida cabeça (n.) | háubiþ, háubida cabeça (n.) | háubiþ, háubida cabeça (n.) | háubiþ, háubida cabeça (n.) |
| Caso                 | Singular                 | Singular                 | Plural                   | Plural                   | Singular                    | Singular                    | Plural                      | Plural                      |
| -------------------- | ------------------------ | ------------------------ | ------------------------ | ------------------------ | --------------------------- | --------------------------- | --------------------------- | --------------------------- |
| Nominativo           | hláifs                   | –s                       | hláibōs                  | –ōs                      | háubiþ                      | –                           | háubida                     | –a                          |
| Acusativo (Vocativo) | hláif                    | –                        | hláibans                 | –ans                     | háubiþ                      | –                           | háubida                     | –a                          |
| Genitivo             | hláibis                  | –is                      | hláibē                   | –ē                       | háubidis                    | –is                         | háubidē                     | –ē                          |
| Dativo               | hláiba                   | –a                       | hláibam                  | –am                      | háubida                     | –a                          | háubidam                    | –am                         |

Outros substantivos com duas raízes são:
- O masculino þius "servo" (acusativo singular þiu mas com genitivo singular þiwis, nominativo plural þiwōs, etc.).
- O neutro kniu "joelho" (acusativo singular kniu mas com genitivo singular kniwis, nominativo plural kniwa, etc.);
- O neutro triu "árvore" (formas paralelas a kniu).